# Jacob Fibiger
Jacob Scavenius Fibiger, född den 23 januari 1793 i Snoghøj, död den 11 oktober 1861 i Köpenhamn, var en dansk militär. Han var bror till Adolph Fibiger.
Fibiger var 1820–1830 lärare i artilleri vid Artilleriskolen och 1832–1842 vid Den militære Højskole. Han blev 1849 överste för artilleriet (vilket han anförde vid Fredericia 1849 och vid Isted 1850). Åren 1848–1849 var Fibiger kungavald medlem av den grundlagstiftande riksförsamlingen och juli–oktober 1851 krigsminister. Sistnämnda år hade han blivit befordrad till generalmajor, 1852 blev han övertygmästare och 1856 chef för artilleribrigaden. År 1842 utgav han en Lærebog i Ballistik och lade därigenom grunden till den danska artillerikårens teoretiska utbildning. Dessutom konstruerade han 1831 en ny kanonmodell (av svenskt gjutjärn), och 1834–1848 genomförde han små idéer om kanonernas förbättring med stor konsekvens samt skapade ett förträffligt artillerisystem,. som gjorde stor nytta under kriget 1848–1850.